# مبروك كبير الرأس

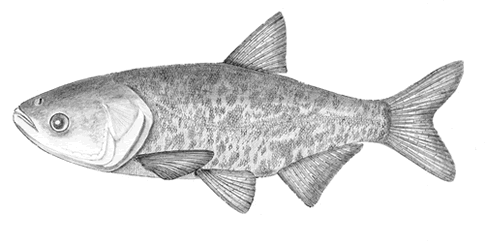

مبروك كبير الرأس (بالإنجليزية: Bighead carp)‏ و (باللاتينية: Hypophthalmichthys nobilis) ينتمي لعائلة الأسماك شبوطيات ، تم تسجيل أوزان ضخمه ليه وصلت ل 65 كم وطول كلي ل 145 سم .